# 月の光 (プロコル・ハルムのアルバム)
『月の光』（原題：Shine On Brightly）は、イギリスのプログレッシブ・ロック・バンド、プロコル・ハルムが1968年に発表した2作目のスタジオ・アルバム。

## 背景
母国イギリスでは前作に引き続きリーガル・ゾノフォン・レコードから発売されたが、アメリカ盤はバンドが新たに契約を得たA&Mレコードから発売された。イタリアでは「シャイン・オン・ブライトリー」をイタリア語詞で歌い直した「Il Tuo Diamante」がシングルとしてリリースされており、このヴァージョンは後のリマスターCDにボーナス・トラックとして追加収録された。

## 反響・評価
アメリカのBillboard 200では24位に達し、バンド初の全米トップ40アルバムとなるが、本作からの全米ヒット・シングルは出なかった。一方、バンドの母国イギリスでは「クワイト・ライトリー・ソー」が全英シングルチャートで50位を記録するが、本作は全英アルバムチャート入りしなかった。
Bruce Ederはオールミュージックにおいて5点満点中4点を付け、「月の光」に関して「華麗なグランド・ピアノだけでなく、ロビン・トロワーのブルージーで高エネルギーを持つギターの攻撃力も示している」、「イン・ヘルド・トゥワズ・イン・アイ」に関して「ナイスやムーディー・ブルースといった、既成のプログレッシブ・ロック・バンド群にも匹敵する長さの曲で、クラシカルかつサイケデリックな技巧に包まれた長大なスポークン・パートを持ち、大胆さに関しては両バンドを上回っている」と評している。

## 収録曲
全曲とも作詞はキース・リードによる。

### オリジナル
Side 1
1. クワイト・ライトリー・ソー "Quite Rightly So" – 3:44
  - 作曲：ゲイリー・ブルッカー、マシュー・フィッシャー
2. シャイン・オン・ブライトリー "Shine On Brightly" – 3:34
  - 作曲：ゲイリー・ブルッカー
3. 月の光 "Skip Softly (My Moonbeams)" – 3:50
  - 作曲：ゲイリー・ブルッカー
4. ウィッシュ・ミー・ウェル "Wish Me Well" – 3:22
  - 作曲：ゲイリー・ブルッカー
5. ランブリング・オン "Rambling On" – 4:31
  - 作曲：ゲイリー・ブルッカー

Side 2
1. マグダリーン "Magdalene (My Regal Zonophone)" – 2:52
  - 作曲：ゲイリー・ブルッカー
2. イン・ヘルド・トゥワズ・イン・アイ "In Held 'Twas in I" – 17:33
  - a)グリンプシズ・オブ・ニルヴァーナ "Glimpses of Nirvana"
  - b)トゥワズ・ティータイム・アット・ザ・サーカス "'Twas Teatime at the Circus"
  - c)イン・ジ・オータム・オブ・マイ・マッドネス "In the Autumn of My Madness"
  - d)ルック・トゥ・ユア・ソウル "Look to Your Soul"
  - e)グランド・フィナーレ "Grand Finale"
  - 作曲：ゲイリー・ブルッカー、マシュー・フィッシャー

### 1998年リマスターCDボーナス・トラック
1. "Seem to Have the Blues (Mostly All the Time)" – 2:46
  - 作曲：ゲイリー・ブルッカー
2. "Monsieur Armand" – 2:23
  - 作曲：ゲイリー・ブルッカー
3. "Alpha" – 4:31
  - 作曲：ゲイリー・ブルッカー
4. "In the Wee Small Hours of Sixpence" – 3:01
  - 作曲：ゲイリー・ブルッカー
5. "In the Wee Small Hours of Sixpence (Alternate Version)" – 3:00
  - 作曲：ゲイリー・ブルッカー
6. "Quite Rightly So (Take 4 Breakdown)" – 3:30
  - 作曲：ゲイリー・ブルッカー、マシュー・フィッシャー
7. "Quite Rightly So (Take 6)" – 3:44
  - 作曲：ゲイリー・ブルッカー、マシュー・フィッシャー
8. "Il Tuo Diamante" – 3:29
  - 作曲：ゲイリー・ブルッカー

## カヴァー
「イン・ヘルド・トゥワズ・イン・アイ」は、トランスアトランティックのアルバム『トランスアトランティック・ファースト・アルバム』（2000年）でカヴァーされた。

## 参加ミュージシャン
- ゲイリー・ブルッカー - ボーカル、ピアノ
- マシュー・フィッシャー - ボーカル、ハモンドオルガン、ピアノ
- ロビン・トロワー - ボーカル、ギター
- デイヴィッド・ナイツ - ベース
- B.J.ウィルソン - ドラムス
- キース・リード - 作詞